# Molí de la Sinoga
El molí de la Sinoga és una obra de Sant Martí de Riucorb (Urgell) inclosa a l'Inventari del Patrimoni Arquitectònic de Catalunya. Es troba a les planes que hi ha a l'oest del terme, al centre de la partida de terres de la Sinoga, al costat de la séquia del Molinar que treu les aigües del Riu Corb. El molí de la Sinoga fou un lloc estratègic per a la distribució de les aigües del Riu Corb. És al costat de l'antiga séquia o canal del Molinar que es dirigeix a Bellpuig.

## Història
Aquest castell es muntà inicialment sobre un antic molí del segle xii. El primer esment del lloc de la sinoga és del 1072, en què el comte de Barcelona Ramon Berenguer I donà a Arnau Company, la seva muller Guisla i al seu fill Oliver, una quadra de terra al terme de Tàrrega, al lloc de Verdú. La quadra tenia com a límit de ponent fins a la Sinoga del Riu Corb. L'indret torna a ser esmentat l'any 1139 entre les afrontacions del castell de Sant Martí que Galceran de Vergós i els seus germans van vendre a Berenguer Arnau d'Anglesola, primer baró de Bellpuig i la seva muller Guisla.
El 1139 s'hi torna a fer referència en delimitar la senyoria de Bellpuig. En un document del 1151 referent a Preixana s'esmenta el camí que va a la Sinoga. L'any 1171 hi ha potser la primera referència directa al molí en la concessió que Guerau de Granyena feu a Pere Fabre d'uns terrenys, un dels quals limitava amb un rec d'aigua que anava al molí. Els senyors de Bellpuig, que també ho foren de Sant Martí, tenien la jurisdicció de les aigües del Riu Corb des del coll de la Portella de Ciutadilla fins al Segre, segons privilegi de Pere el Cerimoniós a Ramon d'Anglesola del 1342.
Es conserva la relació de propietaris durant l'edat mitjana. Després de Berenguer Arnau d'Anglesola (1139) fou per a Guillem I (1180) i Guillem II (1236), cadascú fill de l'anterior. El mateix 1236 passà a Guillem III, primer baró d'Almonacir a Castelló, i posteriorment als seus fills Guillem IV (1296) i Ramon I, vescomte de Vilamur (1334). El nebot de Ramon I, Hug I en fou propietari des del 1386, després fou del seu fill Hug II (1400). Finalment, el 1410 passà a mans de Ramon II, baró de Linyola i d'Urtxafava.

## Arquitectura
És el molí fariner medieval més ben conservat de la comarca. Encara s'hi poden veure tots els elements constructius que el formaven. Cal distingir una part inferior, feta amb carreus ben escairats, on hi havia les instal·lacions relacionades amb el molí i una part superior feta de tàpia on hi havia l'habitatge del moliner o potser del senyor del lloc. La planta de construcció és gairebé rectangular, de 7,64 m a la façana nord i 9,26 m a llevant, on hi ha els pous. El gruix de les parets a peu pla és d'1,20 m. La sala de moles, actualment a nivell inferior al del sòl, té també una planta rectangular coberta amb una volta apuntada formada per carreus ben escairats que conserven les marques del picapedrer. Té una alçada màxima de 3 m. A la paret nord s'obre la porta acabada exteriorment amb un arc de mig punt format per 10 dovelles; a l'interior és acabada amb un arc rebaixat. A la paret oest de la sala hi ha una espitllera petita.
A l'extrem sud hi ha un forat que permet comunicar la sala amb les cambres superiors, segurament obert en un moment posterior. En aquesta sala hi havia dues moles que corresponen als dos pous de fora de l'edifici al final de la bassa, situada a l'est del molí. El diàmetre dels pous o cups és d'1,40 m i el salt devia ser d'uns 4 m. El cup meridional ha estat transformat i no és visible. Sota la sala de les moles hi ha els carcabans. Es poden veure els dos túnels que conflueixen a l'extrem oest on hi havia una porta -ara tapiada- acabada amb un arc apuntat, que permetia que l'aigua, després de fer moure els rodets, tornés a la séquia. Els carcabans, d'una alçada d'uns 1,80 m, són en part cavats a la roca. Són coberts amb unes grans lloses planes de forma semblant, per exemple, al Molí de Navel, al Berguedà. Dins la sala de les moles s'hi conserva un rodet fet íntegrament de pedra.
Cal datar aquest molí fariner al final del segle xii o ja al segle xiii. Es creu que primerament es feu el casal del molí i després, segurament amb poca diferència de temps, es construí la residència al damunt, potser aviat fortificada. Es troben exemples de molins fortificats al segle xiii en altres països com ara al Llenguadoc.

## Galeria d'imatges

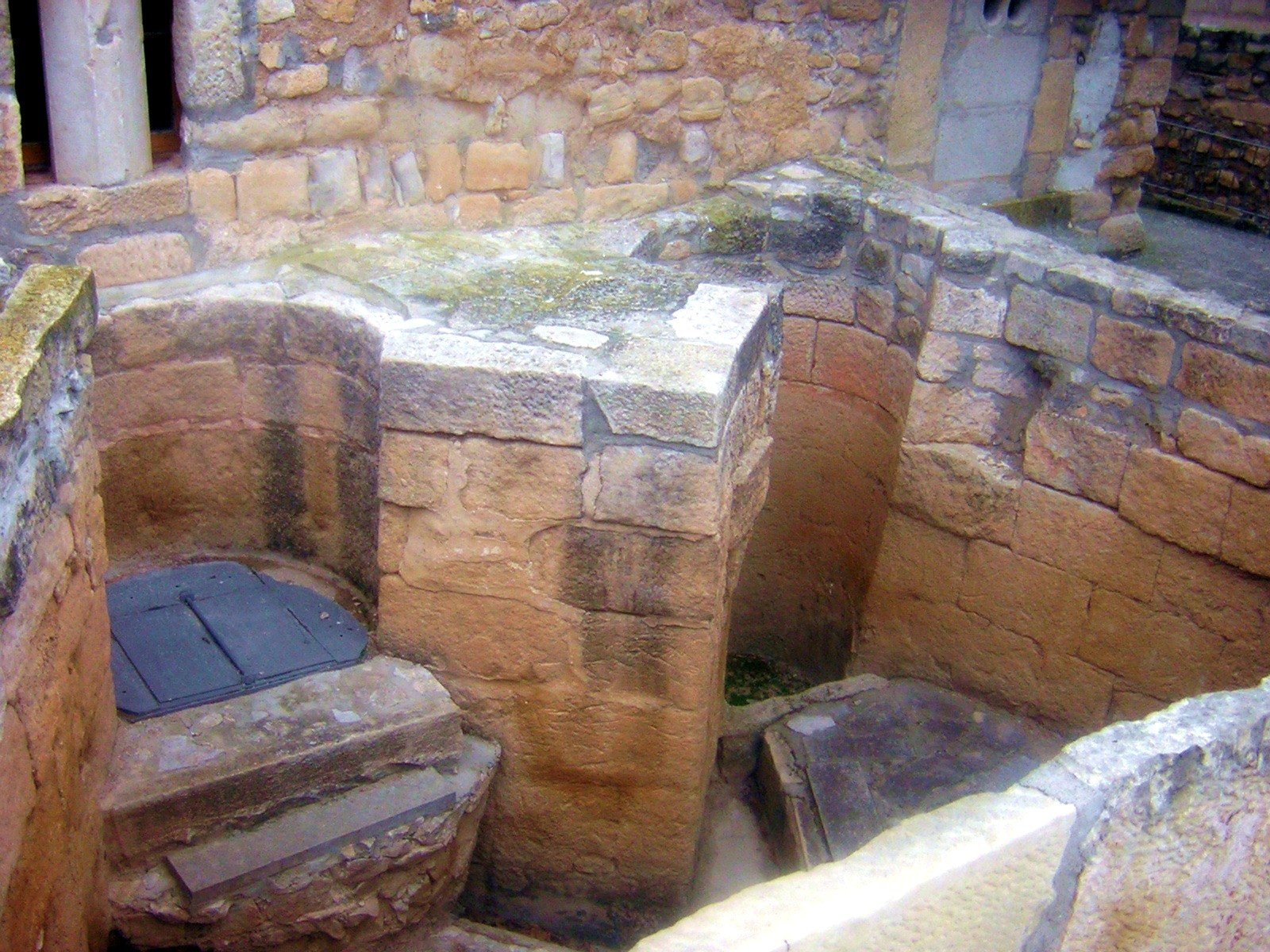
Molí fariner de la Sinoga Entrada d'aigua
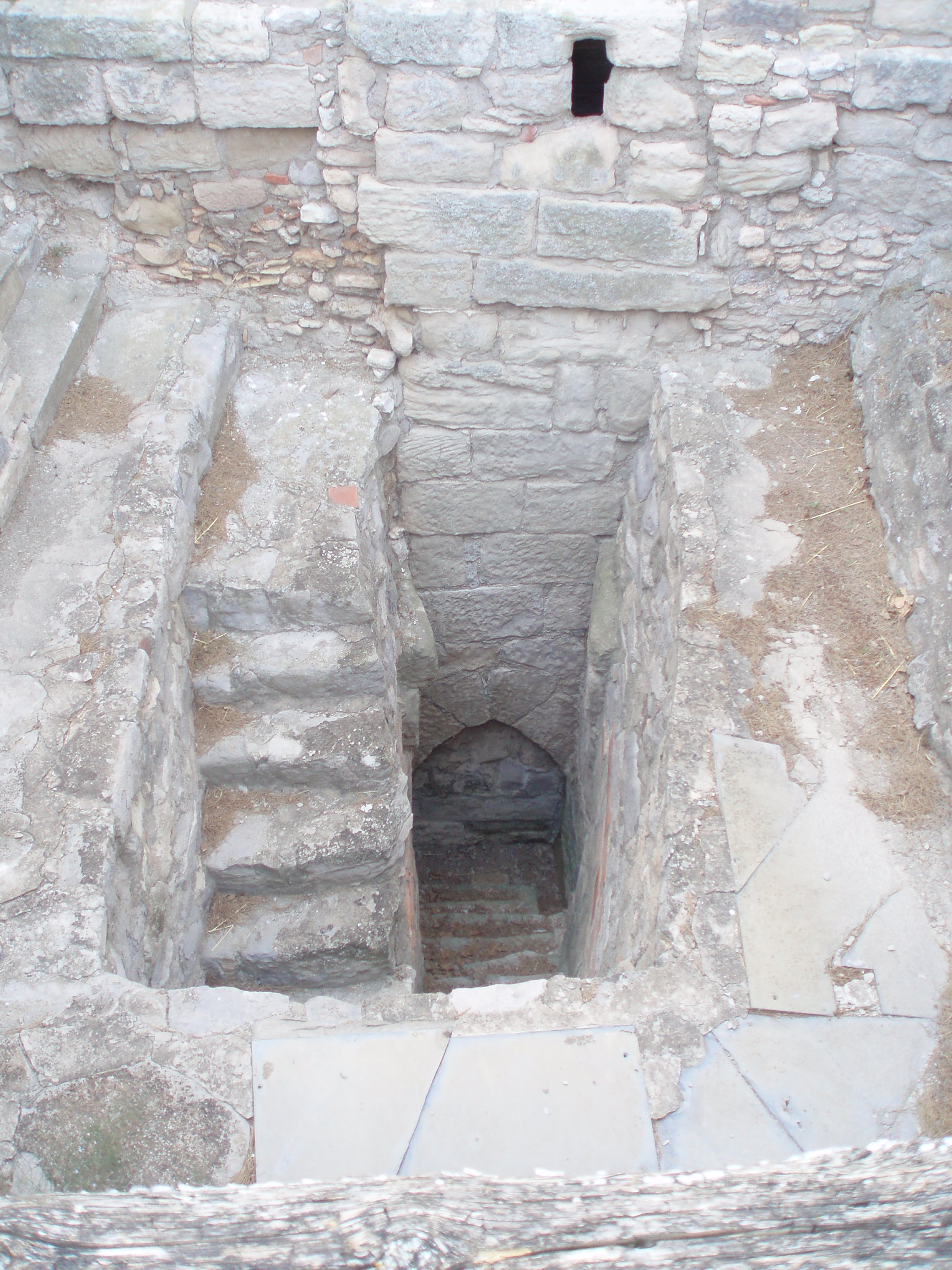
Molí fariner de la Sinoga